# CMA CGM クリストフ・コロン
CMA CGM クリストフ・コロン（CMA CGM Christophe Colomb）は、CMA CGMが運航しているコンテナ船。クリストフ・コロンとは、クリストファー・コロンブスのこと。

## 概要
CMA CGM クリストフ・コロン級の1番船として、2009年11月10日、韓国の大宇造船海洋で竣工し、中国～欧州航路に就航した。
本船はCMA CGMが運航するコンテナ船では、CMA CGM マルコ・ポーロ級が登場するまでは最大船型であり、竣工時はマースク・ラインのエマ・マースク級、MSCのMSC Daniela級に次ぐ積載数のコンテナ船であった。
また前方の視界確保のため、船橋を煙突と分離させて船体中央より前寄りに配置した構造となっている。
CMA CGMでは同型船を8隻建造する予定。